# Julius Koch
Julius Koch (ur. 1872 w Reutlingen, Niemcy, zm. 30 marca 1902 w Mons, Belgia) – jeden z dwunastu ludzi w dziejach medycyny, u których pomiar wzrostu wykazał ponad 240 cm.
Cierpiał na gigantyzm eunuchoidalny. Osiągnął wzrost 245,9 cm, zanim amputowano mu obie kończyny, w które wdała się gangrena. Za życia był najwyższym mieszkańcem Europy, ale nigdy nie został uznany za najwyższego człowieka na świecie (w tym czasie był nim John Rogan). Miał jednak najdłuższą kość udową, którą udało się zmierzyć (76 cm długości), a jego dłonie miały długość 37,5 cm. 
Był gwiazdą cyrków niemieckich. W 1902 wystąpił we francuskim filmie krótkometrażowym Konstantin Gigant.
Zmarł w belgijskim Mons, gdzie jego szkielet przechowuje do dzisiaj Muzeum Historii Naturalnej.